# ホメリ
ホメリ （またはゴメリ、ベラルーシ語・ロシア語:Го́мель, 英語:Homyel, Gomel）は、ベラルーシの南東に位置する都市。ホメリ州の州都であり、人口52万人のベラルーシ第2の都市。面積は113km2。
ウクライナの国境付近にあり、国際河川であるソジ川（Sož）の右岸に位置する。ホメリ市庁舎の位置は北緯52度44分16.70秒、東経30度98分33.30秒。

## 歴史
ホメリが都市として成立した正確な日付は不明であるが、12世紀年半から言及され、公式に1142年に受け入れられた。
1854年にはソジ川の左岸の位置に隣接している町ベリザ（Beliza）を併合した。
第二次世界大戦中、ホメリは1941年8月19日から1943年11月26日までナチス・ドイツの占領下に置かれた。ロコソフスキー率いる第一ベラルーシ方面軍（白ロシア戦線）のホメリ・レチツァ作戦により解放されたが、街の8割は破壊され人口は激減した。登記によれば1940年の14万4千人から1万5千人以下にまで減少している。
戦後、街の復興計画が作成され、道路拡幅のため革命以前の古い建物は撤去された。ホメリの市街地には1950年代に建設された建物が多く、街の雰囲気を決定づけている。
ソジ川のおよそ100km下流にはチェルノブイリ原子力発電所があり、1986年4月26日の事故ではホメリも被害を受けた。

## 交通
ホメリには74kmにおよぶトロリーバスの路線網があり市民の重要な足となっている。
ホメリ駅はミンスクとキエフを結ぶ鉄道の幹線上にある。このためウクライナ、ロシア方面の鉄道のアクセスは良好である。
街から北東に8km離れたところにホメリ空港がある。

## ギャラリー

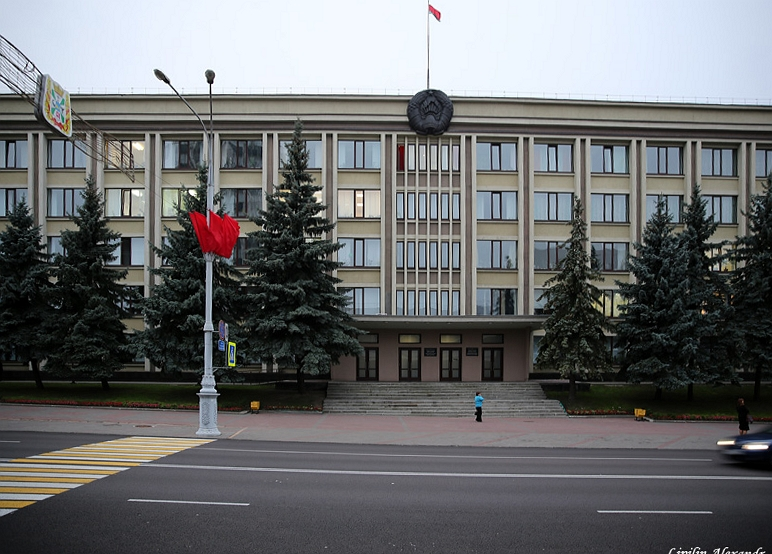
ホメリ州庁舎
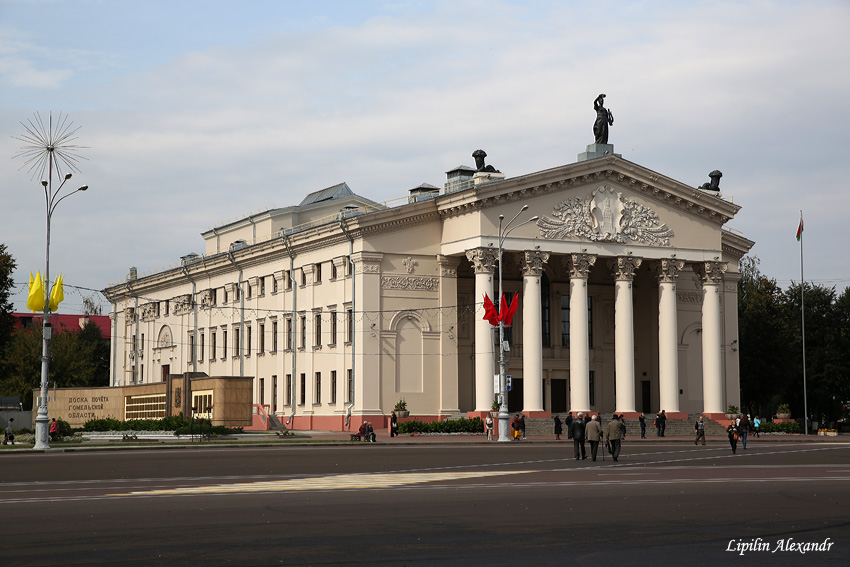
劇場
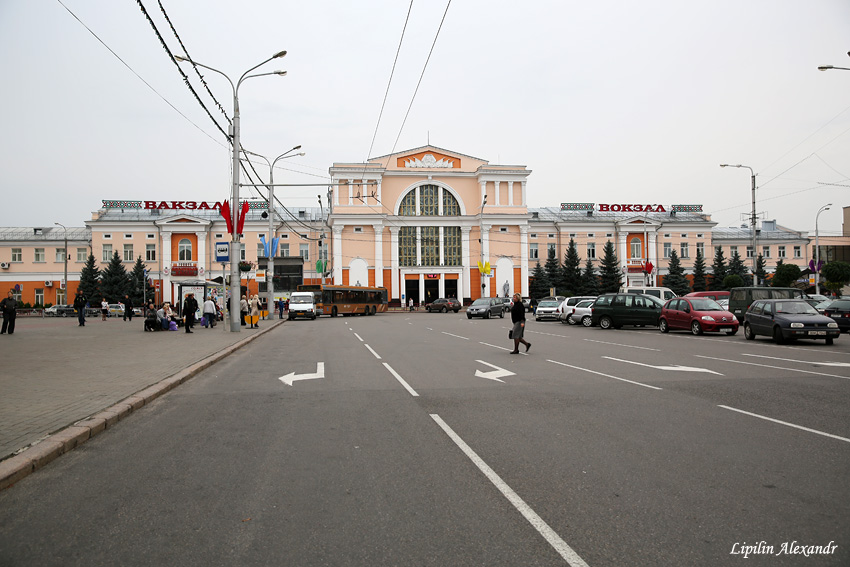
ホメリ駅
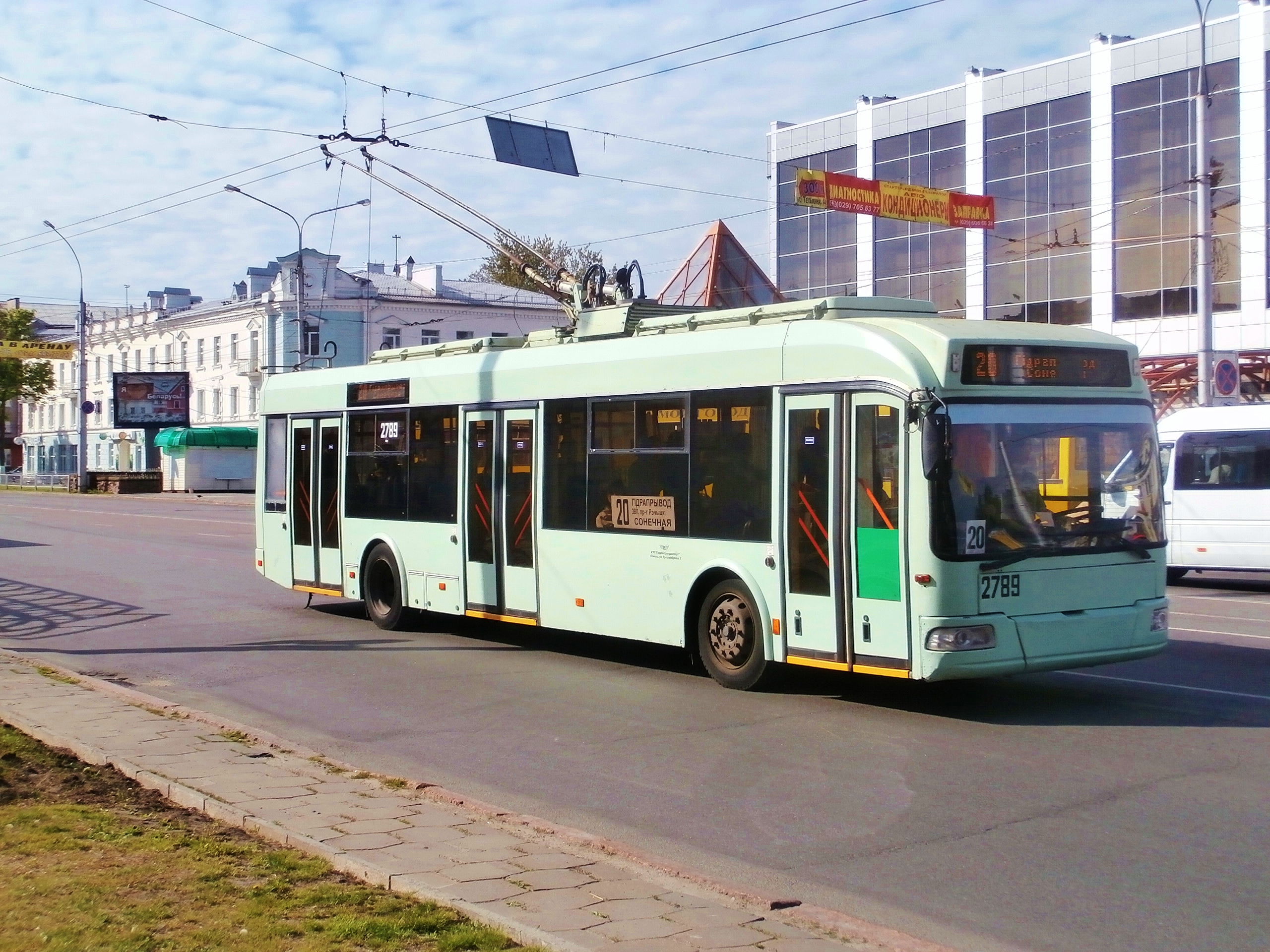
トロリーバス
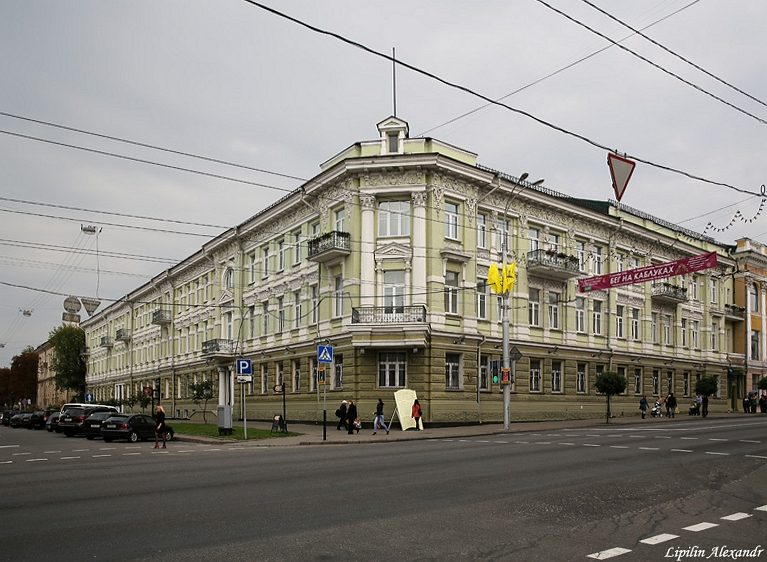
銀行
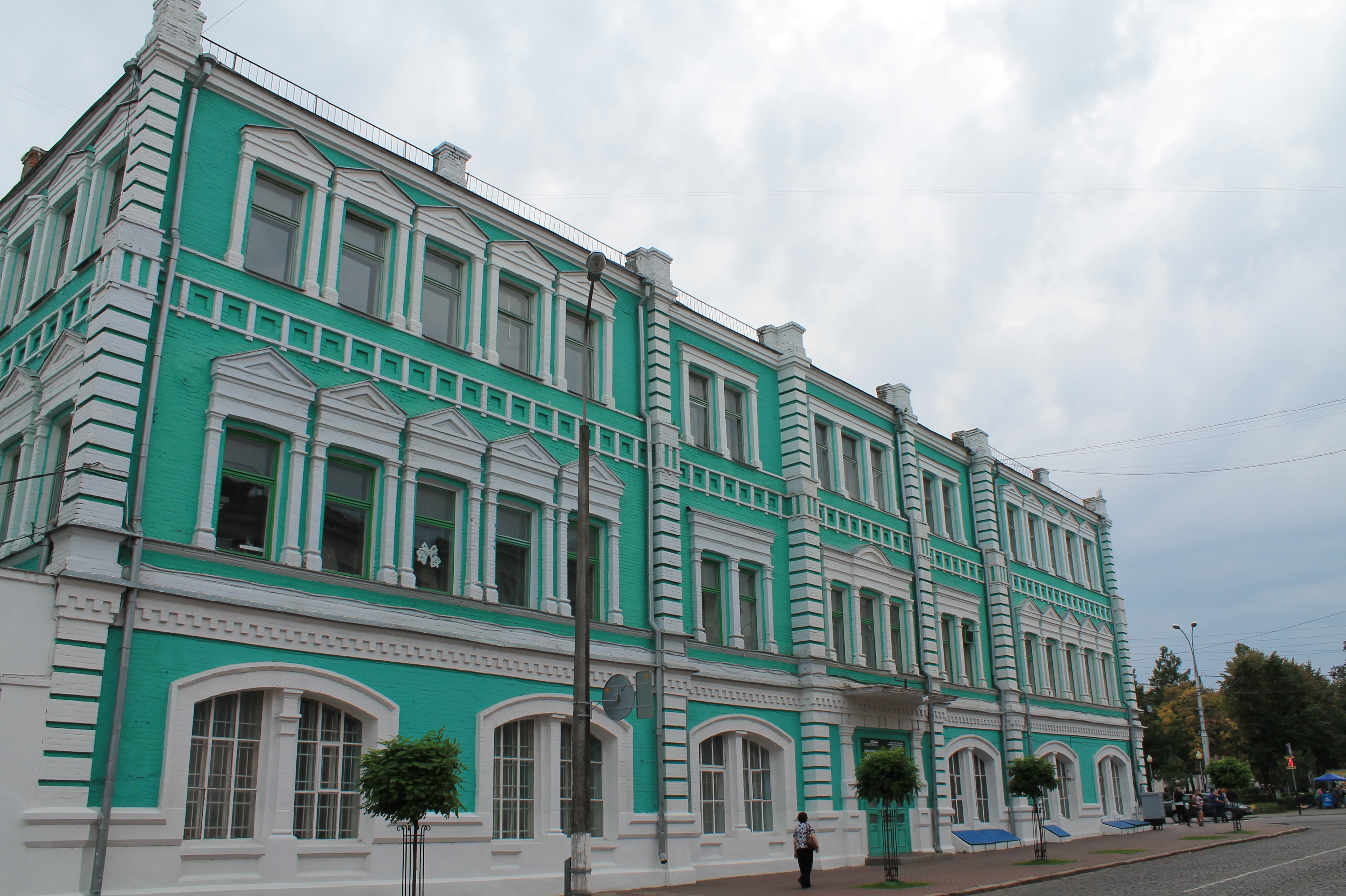
市政府
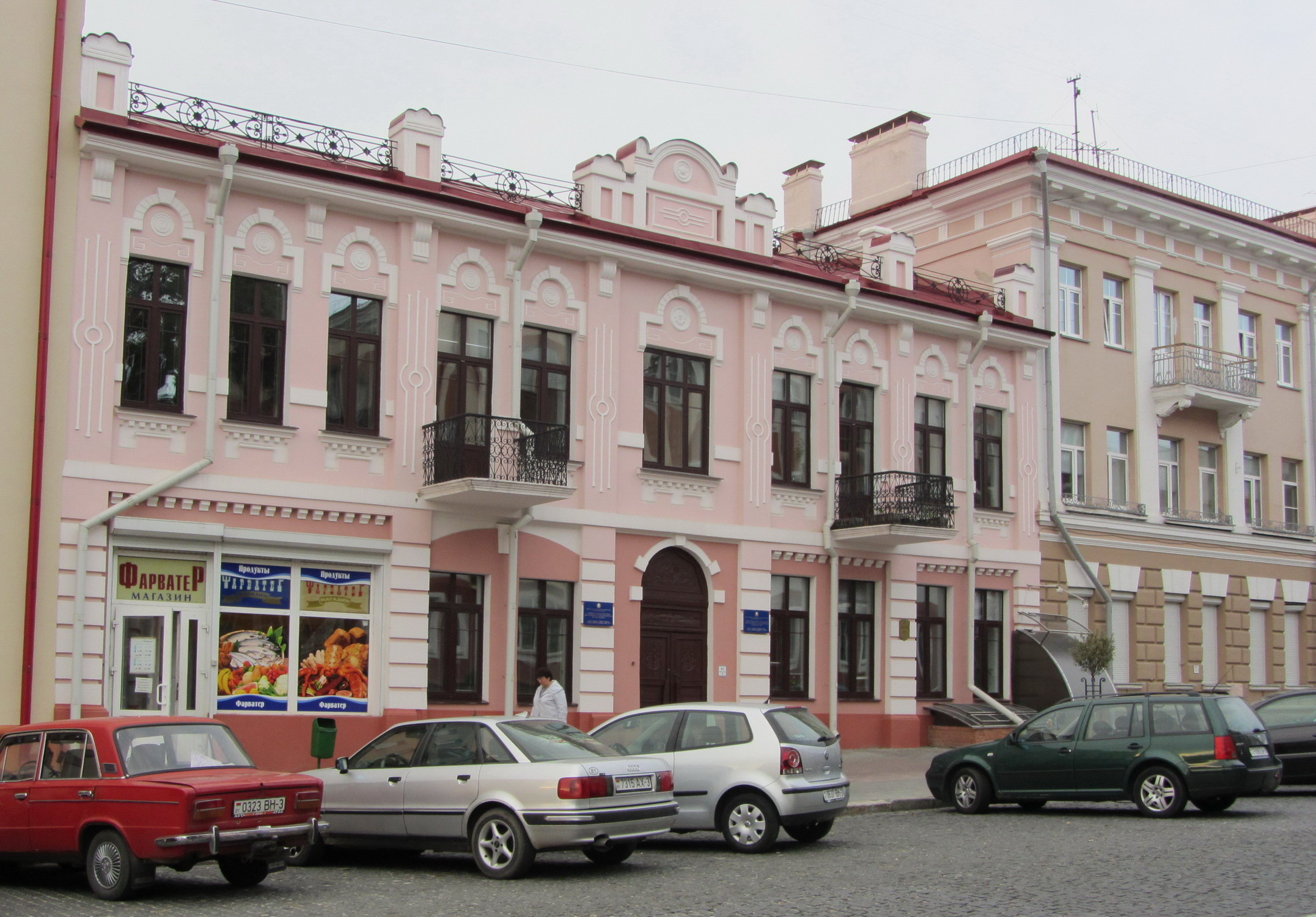
食料品店
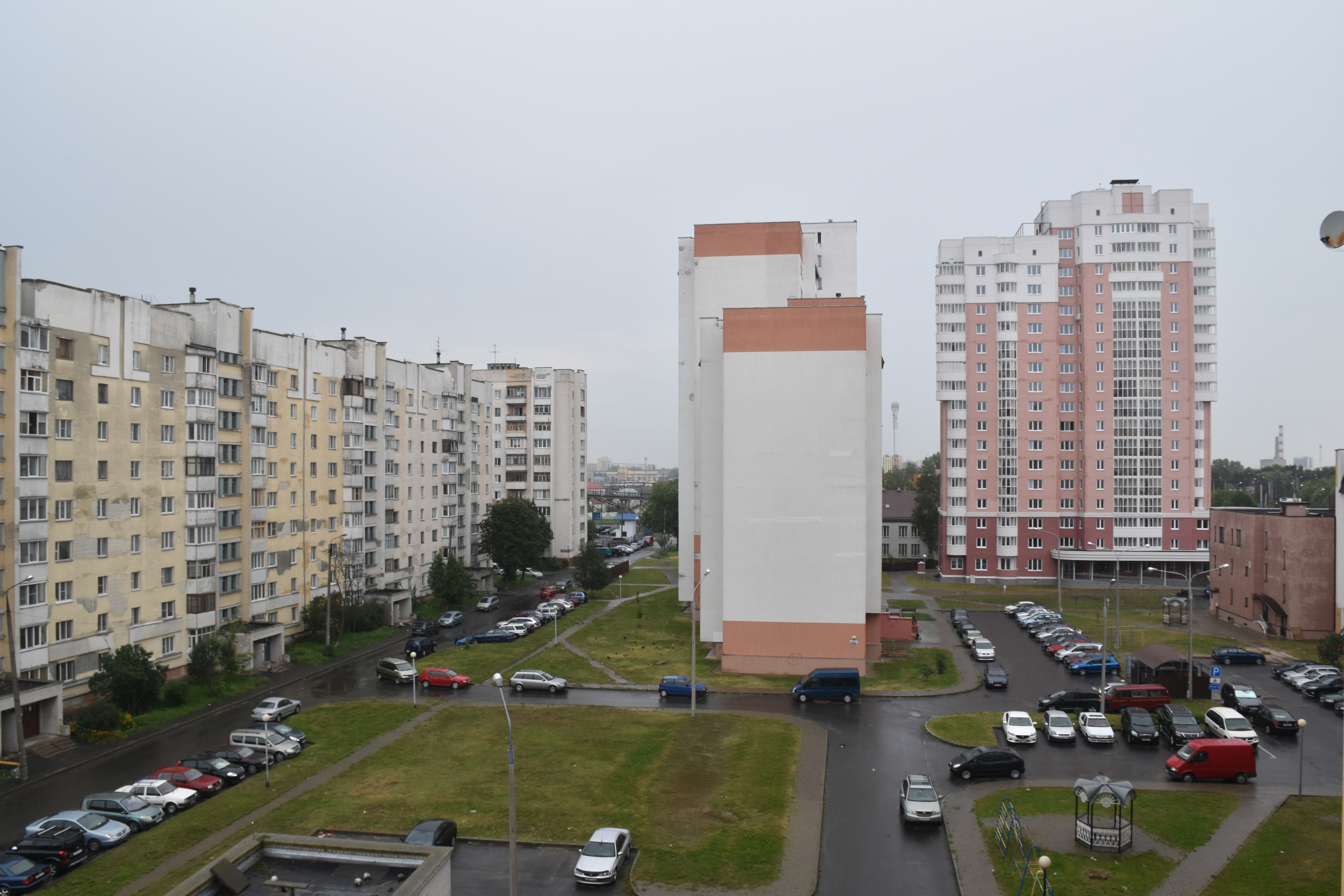
集合住宅

## 姉妹都市
- クレルモン＝フェラン、フランス
- アバディーン、スコットランド
- チェルニヒウ、ウクライナ
- チェスケー・ブジェヨヴィツェ、チェコ
- サドバリー, カナダ
- サーリー、イラン
- リエパヤ, ラトビア
- ブリャンスク, ロシア
- ラドム, ポーランド